# 159 (număr)
159 (o sută cincizeci și nouă) este numărul natural care urmează după 158 și precede pe 160.

## În matematică
159'
- Este un număr semiprim.[2][3]
- Este suma a 3 numere prime consecutive: 47 + 53 + 59.
- Este un număr Woodall.[4]
- Este egal cu suma pătratelor cifrelor propriului pătrat în baza 15.[5] Doar 5 numere (mai mari de 1) au această proprietate în baza 15, niciunul în baza 10.
- Scris CLIX cu cifre romane, este un substantiv propriu cu semnificații multiple.
- Pentru 159, funcția Mertens are valoarea 0.[6]

## În știință
- Este numărul atomic al unui element numit temporar Unpentennium.
- Elementul chimic terbiu are un izotop stabil cu 159 de neutroni

### Astronomie
- NGC 159, o galaxie lenticulară, posibil galaxie spirală, situată în constelația Phoenix.
- 159 Aemilia, o planetă minoră, un asteroid din centura principală.
- Este numărul Saros al seriei de eclipse solare care va începe la 23 mai 2134 și se va încheia pe 17 iunie 3378. Durata seriei 159 Saros este de 1244,0 ani și va conține 70 de eclipse solare.
- 159P/LONEOS, o cometă periodică din sistemul nostru solar

## În religie
- 159 AH este un an din calendarul islamic care corespunde cu 775 - 776 AD

## În alte domenii
159 se poate referi la:
- Statul american Georgia are 159 de comitate.
- Sherwood nr. 159, Saskatchewan este o municipalitate rurală din Saskatchewan, Canada.
- Ferrari 159 S este un autoturism de curse